# T-44
T-44 var en sovjetisk medeltung stridsvagn som började produceras i andra världskrigets slutskede. Stridsvagnen var efterföljaren till den mycket framgångsrika modellen T-34. På grund av barnsjukdomar och tillverkningsproblem framställdes färre än 2 000 exemplar av T-44, men konstruktionen kom att användas vid utvecklingen av T-54/55 som är den stridsvagnsmodell som tillverkats i flest exemplar över huvud taget.

## Bakgrund
T-44 var resultatet av designprojektet "objekt 136" som övergavs vid krigsutbrottet, men som återupptogs 1943 vid Nisjnij Tagil (i Uralbergen, dit huvuddelen av den sovjetiska stridsvagnsproduktionen evakuerats 1941), och som slutfördes efter att konstruktionsbyrån ChKBM flyttat tillbaka till Charkiv i Ukraina. Prototyper med 100 och 122 mm beväpning testades, men man fann att kanontornet var för litet för så pass grov bestyckning. Produktionen inleddes i augusti 1944 vid fabrik nr. 75 i Charkiv. Under 1944 framställdes omkring 20 exemplar, och minst 150 tillverkades fram till krigsslutet. Vid slutet av 1945 hade 965 T-44 byggts.
Trots att T-44 till det yttre liknade den tidigare T-34, var konstruktionen omarbetad för att kunna bära tjockare bepansring mot grovkalibriga vapen, samtidigt som föregångarens mobilitet bibehölls. Den tyngre bepansringen uppvägdes av att vagnens inre dimensioner minskades. Profilen var lägre än T-34:ans, och tillverkningsproceduren var tänkt att vara enklare. T-44:an hade kompakt torsionsstavupphägning till skillnad från den tidigare spiralfjäderbaserade upphängningen, även om den använde samma metod för att överföra kraften från drivhjulet till banden. Kulspruteskyttens position i chassit eliminerades. Stridsvagnen hade ett förbättrat chassi (utan kulspruteskytt) som var längre, bredare och något lägre, med tjockare pansar och enklare produktionsspecifikationer. Den nya V-44-motorn var en kraftfullare variant av T-34:ans V-2, med en ny planetväxel. Den tvärställda motorupphängningen var innovativ och utrymmessnål, vilket möjliggjorde att tornet kunde placeras i vagnens mitt. Tornet liknade ett längre och bättre bepansrat T-34-85-torn, med ett kortare överhäng på tornets baksida.
Tre brigader som uppställdes den 15 september 1944 tilldelades T-44 under utbildningen, men dessa brigader utrustades med T-34-85 inför slaget om Berlin. Även om T-44 skickades till Ungern 1956 är det inte belagt att T-44 någonsin använts i strid.
På grund av produktionsproblem framställdes aldrig T-44 i några större antal även efter kriget. T-34 stod för 85% av produktionen fram till 1950 (Zaloga & Johnson 2004:6), samtidigt som utvecklingen av en mer avancerad medeltung stridsvagn med 100 mm kanon fortsatte. Den relativt korta produktionsserien avslutades 1947 efter totalt 1 823 exemplar, då den första T-54-1 med 100 mm började byggas i fabrik 183 UVZ (Uralskij Vagonostroitelnij Zavod, eller Urals järnvägsvagnsfabrik) i Nisjinij Tagil och dieselfabrik nr. 75 i Charkiv. Den förbättrade versionen T-54-2 ersatte produktionen av T-34 i fabrik nr. 183 Omsk 1950. T-54/55-serien fanns i produktion ända fram till 1981.
De T-44 som fanns i sovjetisk tjänst moderniserades 1961 (uppdaterad framdrivning, ny radio och mörkersikten), fick gyrostabilisatorer 1966 och togs ur tjänst i slutet av 1970-talet.

## Varianter
- T-44-85 – prototyp med D-5T 85mm kanon
- T-44-122 – prototyp med D-25-44T 122mm kanon
- T-44-100 – prototyp med D-10T 100mm kanon
- T-44A – produktionsserie med ZIS-S-53 85mm kanon
- T-44M – uppgraderad version från 1961, med nytt drivsystem, radio och mörkersikte
- T-44MK – befälsversion från 1963
- T-44S – uppgraderad version från 1966 med gyrostabilisering
- BTS-4A – bärgningsvagn